# فیلودی

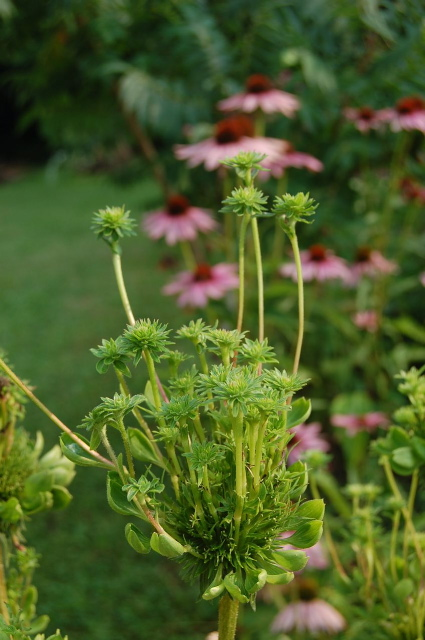
فیلودی روی گل (Echinacea purpurea)

فیلودی رشد غیرعادی قسمت‌های گل به ساختارهای برگی است. این بیماری توسط فیتوپلاسما یا برخی ویروسها ایجاد می‌شود، اگرچه ممکن است به دلیل عوامل محیطی نیز باشد که منجر به عدم تعادل در هورمون‌های گیاهی می شوند. فیلودی باعث می‌شود که گیاه آسیب دیده نسبتأ یا کاملاً عقیم شود، زیرا قادر به تولید گل به شکل طبیعی نیست.

## تاریخچه
در اواخر قرن هجدهم، شاعر و فیلسوف آلمانی، یوهان ولفگانگ فون گوته، به گل‌های رز با ظاهری عجیب برخورد کرد که در آن اندام‌های گل به شکل اندام‌های برگ یا ساقه درآمده‌بودند. این باعث شد که او این فرضیه را مطرح کند که اندام‌های گیاهی که از ساقه به‌وجود می‌آیند صرفاً تغییراتی از اندام اصلی برگ هستند. در طول رشد، این اندام‌ها به‌طور طبیعی به ساختارهای تخصصی یا عمومی مانند گلبرگ‌ها یا برگ‌ها متمایز می‌شوند. با این حال، اگر عوامل خاصی در مراحل اولیه رشد دخالت کنند، این اندام‌ها می‌توانند به چیزی غیر از «طرح ساخت و ساز» اصلی تبدیل شوند. گوته این رشد غیرطبیعی را «دگردیسی» نامید و این موضوع اصلی مقاله او Versuch die Metamorphose der Pflanzen zu erklären است که در سال ۱۷۹۰ چاپ شد. فرضیه گوته در زمان او توسط دانشمندان دیگر مورد استقبال قرار نگرفت، اما اکنون مشخص شده‌است که اساساً درست است. مفاهیمی که او در حین توصیف دگردیسی مورد بحث قرار می‌دهد اکنون به عنوان همسانی شناخته می‌شود، که اساس علم مدرن آناتومی تطبیقی و کشفی است که معمولاً به زیست‌شناس انگلیسی سر ریچارد اوون نسبت داده می‌شود.
اصطلاح "phyllody" توسط گیاه‌شناس انگلیسی ماکسول تی مسترز در کتابش در مورد ناهنجاری‌های گیاهی، تراتولوژی گیاهی (۱۸۶۹) ابداع شد. این اصطلاح از واژه لاتین phyllodium گرفته شده‌است، که خود از یونان باستان φυλλώδης (phullodes، "برگ مانند") مشتق شده‌است.

## شرح
فیلودی با جایگزینی جزئی یا کامل اندام‌های گل با برگ‌های واقعی مشخص می‌شود. فیلودی می‌تواند براکت‌ها، کاسه گل (کاسبرگ‌ها)، تاج گل (گلبرگ)، ژینوسیوم (برچه‌ها / مادگی) و آندروسیوم (پرچم‌ها) را تحت تأثیر قرار دهد. فیلودی ممکن است جزئی باشد و فقط بر روی برخی از اندام‌های گل یا حتی نیمی از اندام‌های گل تأثیر بگذارد (مثلاً تنها سه گلبرگ از شش گلبرگ در یک گل)، یا می‌تواند کامل باشد، با جایگزینی تمام اندام‌های گل با برگ.

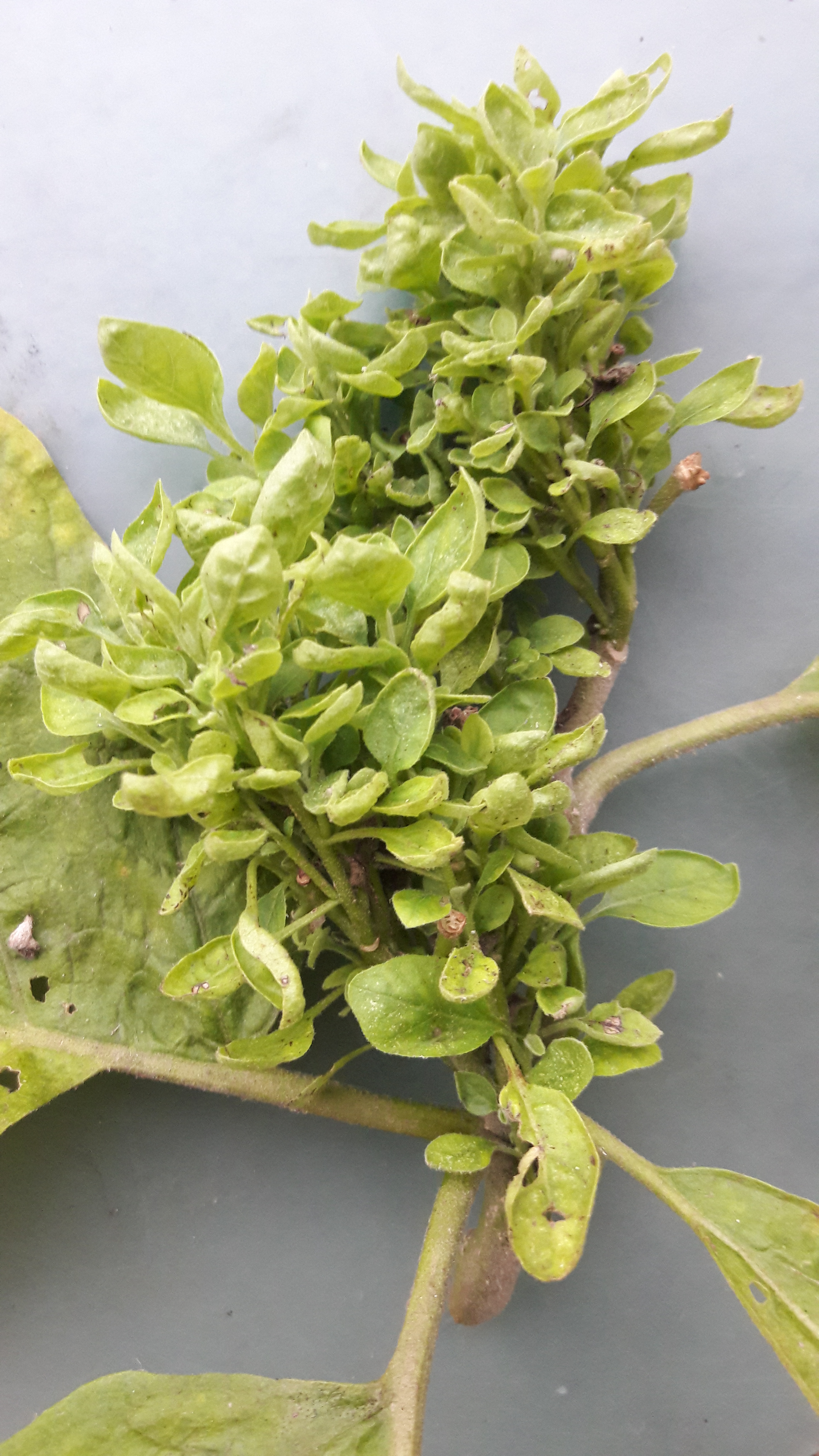
فیلودی در گلهای بادمجان (Solanum melongena)

## علل بیماری
عوامل زنده (بیوتیک) و محیطی می‌توانند منجر به بیماری فیلودی شوند. از عوامل بیوتیک، ویروسها، فیتوپلاسما و برخی قارچها اهمیت دارند. در بسیاری موارد، حشرات به عنوان عامل انتقال ویروس یا میکوپلاسما کار می‌کنند.
فیتوپلاسماها شایع‌ترین علت فیلودی هستند. و باعث فیلودی شبدر و کنجد می‌شوند.
عوامل غیرزیست محیطی مانند آب و هوای گرم یا کم‌آبی که منجر به عدم تعادل در هورمون‌های گیاهی در طول گلدهی می‌شود، می‌توانند باعث ایجاد فیلودی شوند. وقتی شرایط عادی شد، گیاهان گلدهی طبیعی خود را از سر می‌گیرند. حساسیت گیاهان به فیلودی ناشی از محیط می‌تواند ژنتیکی باشد.
فیلودی را می‌توان به‌طور مصنوعی با استفاده از هورمون‌های سیتوکینین (CK)، القا کرد. برعکس، می‌توان آن را با استفاده از هورمون جیبرلین (GA) سرکوب کرد.

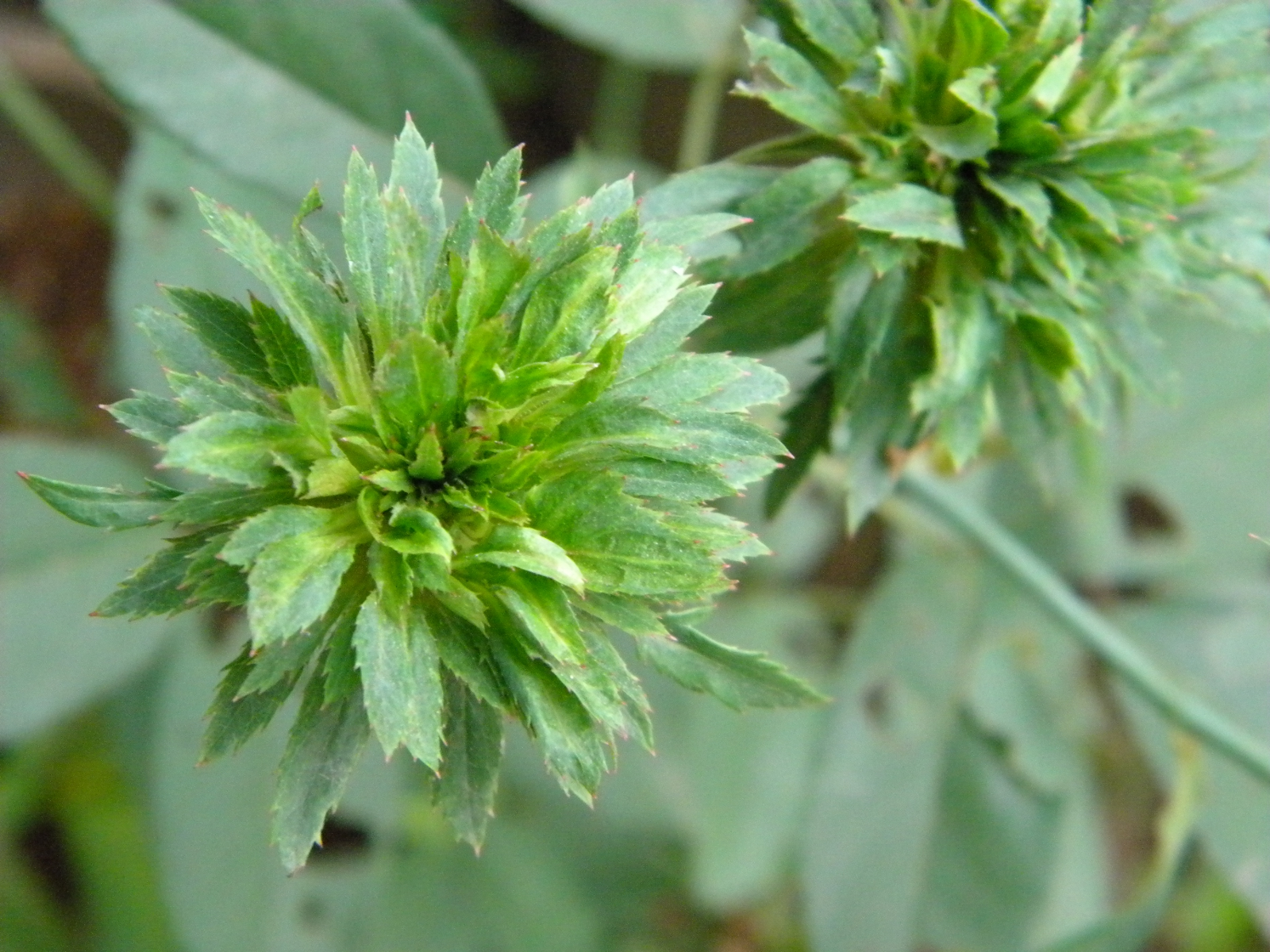
فیلودی در رز سبز (Rosa chinensis 'Viridiflora')

در برخی موارد از بروز فیلودی در اصلاح نباتات استفاده شده‌است. یکی از معروف‌ترین نمونه‌ها رز سبز (Rosa chinensis 'Viridiflora')، یک رقم رز چینی باستانی است که برگ‌های سبز رنگ به شکل گل ظاهر می‌شوند. این انتخاب مصنوعی باعث شده‌است که فیلودی به عنوان یک جهش پایدار باقی بماند.

## فیلودی در ایران
این بیماری در ایران دامنه میزبانی نسبتاً محدودی دارد. کنجد و تعدادی دیگر از گیاهان از جمله کلزا، توتون و حبوبات مورد هدف آن قرار میگیرند. فيلودي يكي از بيماري‌هاي مهم و اقتصادي كنجد در استان‌هاي خوزستان و لرستان است و در سال‌هاي اخير خسارات جبران ناپذيري را متوجه كشاورزان كرده‌است. عامل بیماری توسط زنجره‌های گونه Circulifer haematoceps یا Neoaliturus haematoceps منتقل می‌شود.

### روش مبارزه
تنظیم دقیق تاریخ کشت با توجه به شرایط محیط٬ کشت ارقام مقاوم٬ و کنترل زنجره ناقل بیماری از راه های کاهش خسارت فیلودی میباشند.